# Лоберг
Лоберг (нім. Lohberg) — громада в Німеччині, розташована в землі Баварія. Підпорядковується адміністративному округу Верхній Пфальц. Входить до складу району Кам.
Площа — 59,25 км2. Населення становить 1835 ос. (станом на 31 грудня 2020).